# Halliganahalli, Malur
Halliganahalli là một làng thuộc tehsil Malur, huyện Kolar, bang Karnataka, Ấn Độ.